# Famille Delebart-Mallet

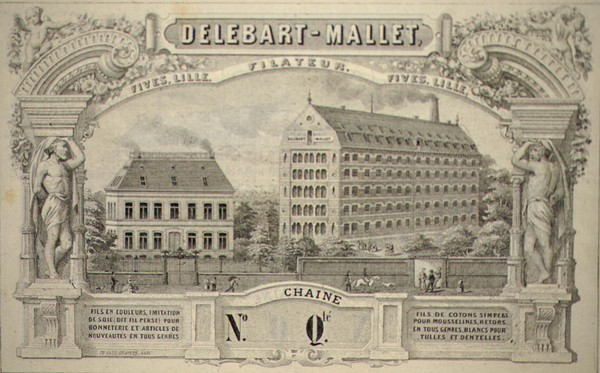
Ancienne usine Delebart-Mallet de Fives

La famille Delebart-Mallet est la fondatrice d’un des principaux ensemble de filatures de coton de la région lilloise connaissant son apogée au début du XXe siècle, progressivement disparu jusqu’à la fermeture en 2001 de sa dernière unité de fabrication, l’usine de la cotonnière d’Hellemmes à l’issue d’un conflit social.

## La croissance de l'entreprise
Pierre Delebart constructeur de machines épouse dans les années 1830 la fille du propriétaire d’une filature de coton fondée en 1829 à Fives, Mallet, exploitée en association avec Vantroyen. Cette usine employait environ 200 ouvriers en 1859.
En 1842, Delebart s’associe avec Henri Lardemer pour ouvrir deux ateliers à Fives, rue de la Chaude-Rivière, qui employaient environ 180 ouvriers en 1859.
La firme Delebart rachète en 1880 la filature  Mallet et se développe jusqu'en 1914, installant de nouvelles usines dans le quartier d’Esquermes à Lille, place Cormontaigne, à Mons-en-Barœul et à Hellemmes, la Cotonnière d’Hellemmes, construite de 1894 à 1898. Les bureaux de l’entreprise étaient installés dans  l’immeuble du 98 rue des Stations, ensuite siège de l’Institut Goethe de Lille. 

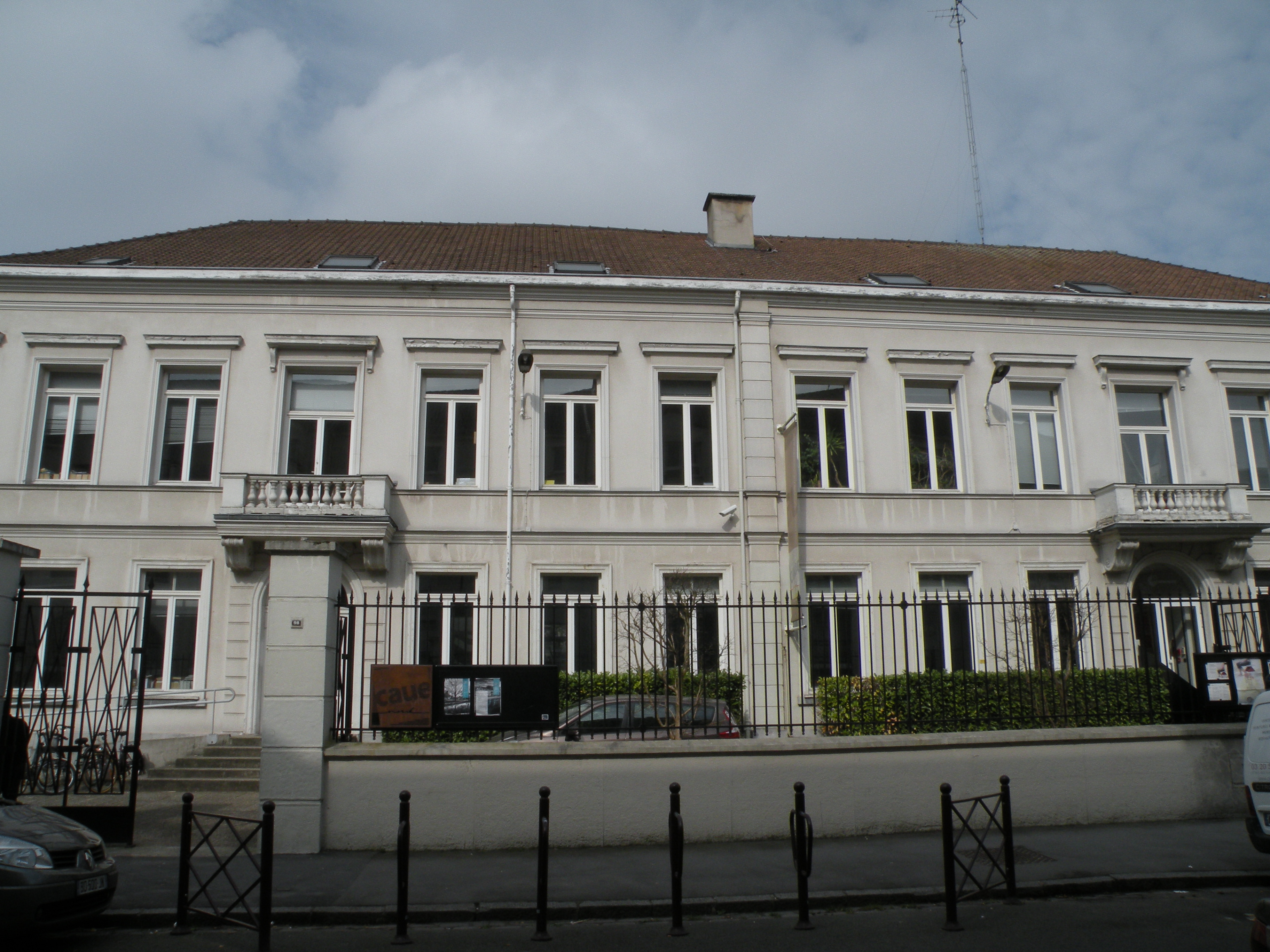
Siège des anciens établissements Delebart-Mallet 98, rue des Stations

Le groupe britannique Fine Cotton Spinners and Doublers prend en 1901 une participation dans la société Delebart-Mallet puis le contrôle total de l’entreprise.

## Le déclin et la disparition
Ce groupe est absorbé en 1964 par la société Courtaulds après fermetures des usines de la place Cormontaigne en 1960, de Mons-en-Barœul en 1961 et de Calais.
Les usines d’Hellemmes et de Loos  sont vendues en 1990 par Courtaulds au groupe britannique Mossley qui ferme cette deuxième ne conservant celle d’Hellemmes spécialisée dans la production de fil acrylique.  
Cette usine dont le principal client était l’entreprise Damart qui résilie son contrat, ferme en 2001 après un long conflit décrit dans le film 300 jours de colère.
La friche de cette usine réhabilitée à la fin des années 2010 est actuellement la ZAC de la filature comprenant les logements de la résidence Les Pareurs et des bureaux prévus dans le bâtiment industriel désaffecté .

## Pour approfondir